# SO l'Emyrne
Stade Olympique de l'Emyrne byl madagaskarský sportovní klub se sídlem v Antananarivu na Madagaskaru. V roce 2001 vyhráli Magalasy Pro League a v roce 2003 skončili na druhém místě v Coupe de Madagaskar. V roce 2002 si na protest proti rozhodčím nastříleli v zápase proti AS Adema 149 vlastních gólů, poté byl trenér a 4 hráči distancováni. Zápas je zapsán v Guinessově knize rekordů.